# Casperia erebipennis
Casperia erebipennis là một loài bướm đêm trong họ Erebidae.